# ドリュー・パーカー
ドリュー・パーカー（英語: Drew Parker、1997年12月29日 - ）は、イギリスウェールズ男性のプロレスラー。フリントシャー州コナズクエイ出身。血液型O型。

## 来歴
2012年7月11日、14歳でプロデビュー。
2018年6月、CZW主催のデスマッチトーナメント「トーナメント・オブ・デス17」に史上最年少でエントリー。1回戦でリッキー・シェイン・ペイジに敗戦。
2019年1月、大日本プロレス及びファイト・クラブ・プロ日本公演に参戦のため初来日。
5月に大日本プロレスに再来日し、当初は月末まで参戦して帰国の予定であったが、予定を変更して大日本プロレスに年末まで継続参戦することが発表された。またアブドーラ・小林率いるユニット「小林軍団」に加入し、横浜ショッピングストリート6人タッグ王座のベルトを獲得した。
2020年4月、大日本プロレスと翌年4月までの所属選手契約を交わし、正式に所属選手となった。
7月、プロレスリングZERO1の天下一Jr.に初出場。1回戦で北村彰基に敗戦。
2021年、大日本プロレスのシングルリーグ戦一騎当千に出場。エントリーされたBブロックを1位で通過し、6月24日に行われた準決勝でAブロック1位のビオレント・ジャックを下し決勝に進出。6月28日に行われた優勝決定戦でCブロック1位の伊東竜二を下し初出場ながら優勝を果たした。
2021年7月23日、大日本プロレス後楽園ホール大会にて塚本拓海を破りBJW認定デスマッチヘビー級王座を初戴冠、第43代王者となった。
翌24日にはアメリカに渡り、GCW認定ウルトラバイオレント王座を奪取し、デスマッチタイトル二冠王となった。
その後、9月5日のBJW認定デスマッチヘビー級選手権試合で宮本裕向に敗れ、10月25日のGCW認定ウルトラバイオレント選手権試合で竹田誠志に敗れ、無冠に戻った。
2022年5月5日、横浜文化体育館大会では宮本裕向にリベンジし、BJW認定デスマッチヘビー級王座の2度目の戴冠を果たすも、同年5月をもって契約を満了し、フリーランスとして活動することを発表した。
5月13日に新木場大会で行われた石川勇希との初防衛戦を勝利した後、王座を返上した。
6月3日、GCWの「Tournament of Survival 7」に出場し、一回戦でコール・ラドリック、準決勝で山下りな、決勝でマット・トレモントを下し、初優勝を飾った。
6月18日、プロレスリングFREEDOMS神奈川・ラジアントホール大会のビオレント・ジャック＆佐久田俊行＆ドブネズミ・フッキー＆"X"対正岡大介＆葛西純＆佐々木貴＆平田智也の試合で、"X"として登場。E.R.EのTシャツを着ての登場だった。試合に勝利した後、次の主戦場をFREEDOMSに移すことを宣言した。
7月21日、FREEDOMS新木場大会で、KING of FREEDOM WORLD選手権第15代王者の正岡大介から直接勝利し、同王座に挑戦表明。
8月29日、FREEDOMS後楽園大会で、正岡を破りKING of FREEDOM WORLD王座を初戴冠、第16第王者となった。

## 人物
- 「Urchin Prince」（ハリネズミ王子）の異名を持つ。
- ヴィーガンである。
- 幼少時の憧れのプロレスラーはハヤブサ、ジェフ・ハーディー、サブゥー、トレント・アシッド、ニック・モンドなど[1]。

## 得意技
レッド・ドラゴン
スワントーン・ボム

## 入場テーマ曲
- School（Nirvana）
- Territorial Pissings（Nirvana）
- Sorry You're Not a Winner（Enter Shikari）

## タイトル歴
大日本プロレス
- BJW認定デスマッチヘビー級王座 : 2回（第43代、第45代）
- 横浜ショッピングストリート6人タッグ王座 : 2回（第34代、第36代） w/アブドーラ・小林、宇藤純久
- 一騎当千 DEATH MATCH SURVIVOR 優勝（2021年）

プロレスリングFREEDOMS
- KING of FREEDOM WORLD王座 : 1回（第16代）

日本インディー大賞
- 二ューカマー賞（2021年）

GCW
- GCW認定ウルトラバイオレント王座 : 1回（第2代）
- Tournament of Survival 7 優勝（2022年）

その他
- ATTACK! 24:7王座
- Dragon Proタッグ王座
- HOPE 24/7ハードコア王座
- Knights Of Chaos王座